# Chrysis atriventra
Chrysis atriventra är en stekelart som ingår i släktet eldguldsteklar (Chrysis) och familjen guldsteklar (Chrysididae).